# Порта Целимонтана
Порта Целимонтана (на латински: Porta Caelimontana, Celimontana) е градска врата в Стената на Сервий в Рим в Лацио, Италия.
Намирала се на хълма Целий между Дъбовата врата (Porta Querquetulana) и Порта Капена (Porta Capena). Съседна врата e Порта Невиа (Porta Naevia). От стената от Порта Целимонтана започвал улицата Via Celimontana и Clivus Scauri в посока Палатин, към Порта Капена за Колизей. Обновява се като Арка на Долабела и Силан от консулите Публий Корнелий Долабела и Гай Юний Силан.